# St. Marien (Mehle)

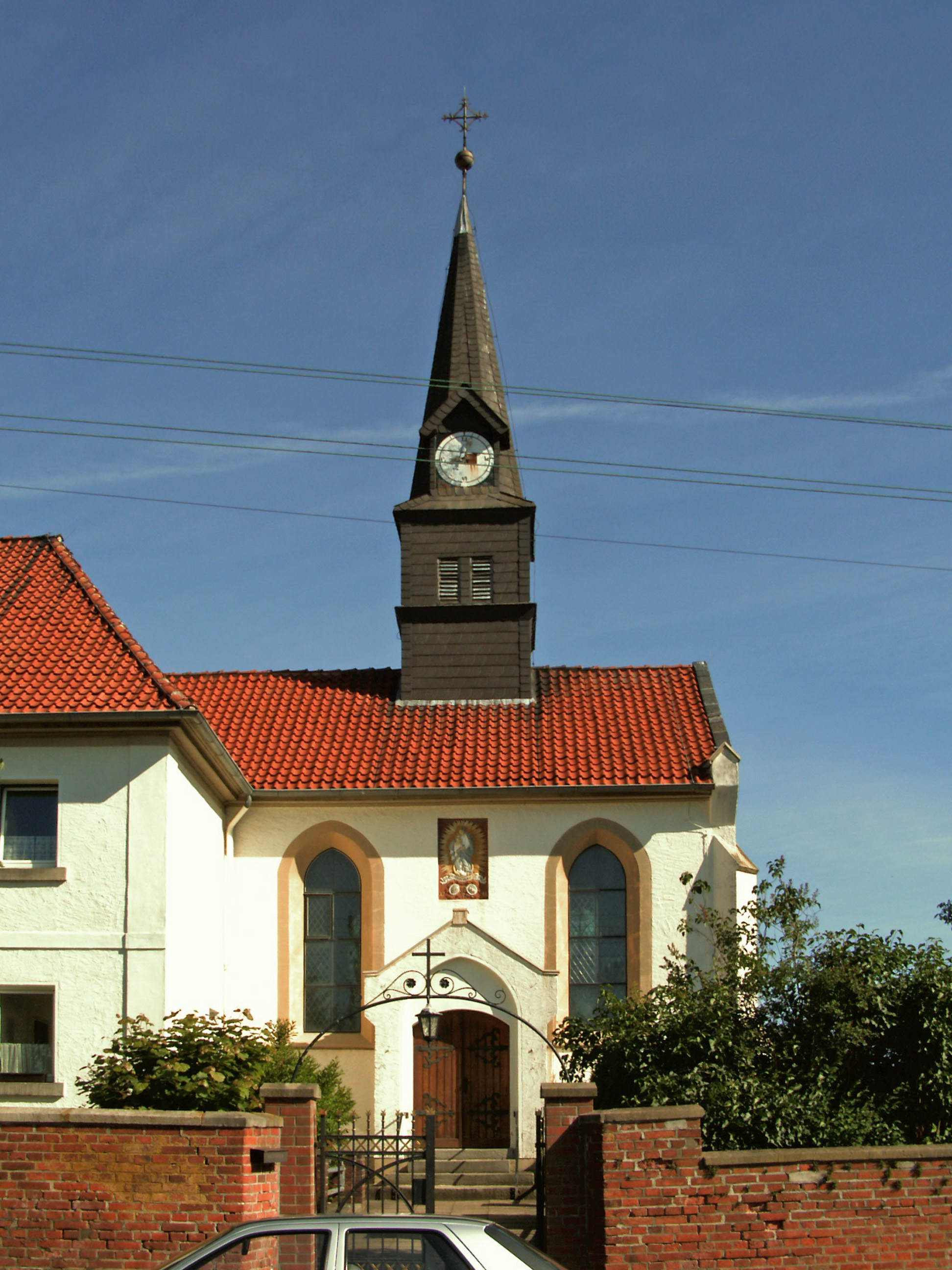
St. Marien in Mehle

Die katholische Kirche St. Marien ist ein denkmalgeschütztes Kirchengebäude. Sie befindet sich am westlichen Ortsrand von Mehle, einem Ortsteil der Stadt Elze im Landkreis Hildesheim von Niedersachsen. Die Kirchengemeinde gehört zur Pfarrei St. Joseph in Gronau im Stiftsdekanat Alfeld-Detfurth des Bistums Hildesheim.

## Beschreibung
Nach einem Brand des Jahres 1839 wurde die Saalkirche zusammen mit dem Pfarrhaus im Jahr 1846 aus verputzten Backsteinen neu errichtet. Im Jahr 1874 wurde der Chor nach Westen verlängert und 1897 das Kirchenschiff nach Osten erweitert. Auf dem Satteldach des Kirchenschiffs erhebt sich ein schiefergedeckter und -verkleideter Dachreiter. Der barocke Hochaltar stammt aus dem Kloster Escherde.